# Coraline (film)
Coraline je ameriška animirana fantazijska grozljivka iz leta 2009, posneta po istoimenskem romanu Neila Gaimana iz leta 2002. Distributer filma je Focus Featrues. Film sledi avanturistični deklici, ki najde idealen svet za skrivnimi vrati novega doma, ne vedoč, da ta popoln svet skriva, temne in nevarne skrivnosti. Scenarij filma je napisal in zrežiral Henry Selick, z dovoljenjem Gaimana.
Film je bil širši javnosti v ZDA predstavljen 6. februarja 2009, po svetovni premieri na mednarodnem filmskem festivalu v Portlandu, prejel pa je dobre odzive kritik. V že prvem tednu izida je film zaslužil 16.85 milijona $, kasneje pa je vsota po vsem svetu narasla na več kot 124.5 milijonov USD. Coraline je osvojila nagrado Annie za najboljšo glasbo, najboljši lik in najboljšo produkcijo. Prav tako je bila nominirana za Oskarja in Zlati globus za najboljši animirani film.

## Vsebina
Film se začne s sceno, ko roke iz igel ustvarijo otroško lutko z gumbi namesto oči. Coraline Jones je 11 letno dekle, ki se s starši preseli v Ashland, v stanovanjsko hišo z imenom Rožnata Palača. Ostali prebivalci te hiše sta upokojeni igralki gospodični Spink in Forcible, ter ruski akrobat g. Bobinsky.
Coraline starša zanemarjata zaradi službe. Coraline tako spozna Wyborna "Wybieja" Lovata, vnuka lastnice Rožnate Palače ga. Lovat, in črnega mačka, ki mu sledi. Med raziskovanjem Coraline od Wybiea prejme lutko, ki ji je razen gumbov namesto oči zelo podobna. Prav tako najde majhna vratca, katera odklene s ključem v podobi gumba. To noč Coraline sledi miši skozi ta vratca in opazi, da je namesto opek tam zdaj hodnik. Tako vstopi v drug svet, kjer imajo vsi prebivalci gumbe namesto oči. Njena druga mama in oče sta veliko bolj zabavna kot v resničnem svetu. Po večerji Coraline zaspi v njeni drugi spalnici, zjutraj pa se zbudi spet doma. O svojem izletu pove staršem, vendar je ne jemljeta resno.
Kljub opozorilom ostalih prebivalcev, Coraline ponovno obišče drugi svet. Tam spozna drugega Wybiea, g. Bobinskyega, ter gospodični Spink in Forcible, ki sta veliko bolj mlajši. Prav tako spozna, da lahko črni maček, ki vstopi v drugi svet, govori.
Na njenem tretjem obisku, ji druga mama ponudi, da lahko tukaj ostane za vedno, vendar mora imeti namesto oči zašite gumbe. Zgrožena Coraline skuša pobegniti. Maček ji pokaže pravo stran drugega sveta. Coraline zahteva od svoje druge mame naj jo spusti domov, vendar se ta spremeni v svojo zastrašujočo resnično obliko in zapre Coraline v skrito sobo za ogledalom. Tam Coraline spozna duhove ostalih žrtev druge mame, vključno z izgubljeno sestro dvojčico gospe Lovat. Duhovi ji povedo, da je druga mama vohunila za njimi skozi oči lutke, ki jim je bila na las podobna, in tako videla kaj je narobe v njihovih življenjih. Druga mama jim je obljubila večne igre in srečo, ampak ko so ji enkrat pustili da jim zašije gumbe namesto oči, je "pojedla njihova življenja". Da bi bile duše spet svobodne, se morajo najti njihove prave oči. Coraline jim obljubi, da jih bo poskusila dobiti.
Ven iz sobe jo nato potegne drugi Wybie, ki ji ji pomaga se vrniti domov. Ko je spet doma jo črni maček pelje do ogledala, kjer se prikažeta njena starša ter jo prosita za pomoč. Prav tako Coraline najde lutko, ki predstavlja da je druga mama ugrabila njena starša. Lutko nato zažge.
Coraline se potem vrne v drugi svet, da bi drugo mamo izzivala na "igro". Če ne bo našla njenih staršev in oči ugrabljenih duš, bo tukaj ostala za vedno. Coraline najde vse oči in tako spremeni ves drugi svet v siv kamen razen dnevne sobe v hiši. Tam sreča drugo mamo v obliki pajka in z iglami namesto prstov. Duhovi ugrabljenih otrok opozorijo Coraline, da tudi če zmaga, ji druga mama ne bo nikoli pustila oditi. Coraline najde svoje starše v snežni krogli in vrže mačka v drugo mamo, ki ji izpraska gumbe iz obraza. Coraline zaklene vrata za seboj in skozi spusti dlan druge mame. Njena starša se vrneta domov brez spomina kaj se jima je zgodilo.
Duhovi opozorijo Coraline, da se mora znebiti ključa, ki odklepa vratca. Coraline ga namerava odvreči v vodnjak, vendar jo napade dlan druge mame, katero s kamnom uniči Wybie. Skupaj odvržeta ključ in koščke dlani v vodnjak. Naslednji dan Coraline organizira vrtno zabavo, na kateri namerava gospe Lovat povedati vse o njeni sestri.

## Igralci
- Dakota Fanning kot Coraline Jones, radovedno 11 letno dekle s temno modrimi lasmi.
- Robert Bailey Jr. kot Wyborne "Wybie" Lovat, živahen in nervozen 11-letni vnuk lastnice Coralininega stanovanja. Lik Wybia je bil vključen v film, da gledalci ne bi gledali "dekleta, ki hodi naokrog in se pogovarja sama s sabo".
- Teri Hatcher kot Mel Jones, Coralinina mama in Beldam / druga mama, vodja Drugega Sveta.
- Jennifer Saunders in Dawn French kot April Spink and Miriam Forcible, dvojica upokojenih igralk.
- John Hodgman kot Charlie Jones, Coralinin oče in drugi oče. 
  - John Linnell kot pevski glas drugega očeta.
- Ian McShane kot Sergei Alexander Bobinsky, nekdanji vojak iz Černobila in eden izmed Coralininih sosedov, ki ima v lasti cirkus skakajočih miši. Njegov vzdevek je "G. B."
- Keith David kot maček, sarkastičen, skrivnosten, neimenovan črn maček iz Coralininega sveta, ki se pojavlja in izginja, ter lahko govori v Drugem Svetu.
- Caroline Crawford kot ga. Lovat, Wybieva babica in lastnica stanovanj Rožnate Palače.